# Alfred Mégroz
Alfred Mégroz (1883 - Pregny-Chambésy, 30 juni 1956) was een Zwitsers kunstschaatser. Hij nam deel aan de Olympische Zomerspelen van 1920 in Antwerpen en was ook ingeschreven voor de Olympische Winterspelen van 1924 in Chamonix.

## Belangrijkste resultaten
Mégroz was een van de 77 Zwitserse deelnemers aan de Olympische Zomerspelen van 1920. Binnen het discipline van het kunstschaatsen op deze Spelen, die duurde van 25 tot 27 april 1920, werd hij achtste met 2.005,50 punten. Hij was de enige Zwitserse deelnemer aan deze competitie. Tijdens de Spelen van 1920 zetelde Mégroz ook in de jury bij het onderdeel van de (gemengde) paren.
Vier jaar later was Mégroz ingeschreven voor de eerste Olympische Winterspelen van 1924, maar hij ging er niet van start.

### Olympische Spelen
| Jaar                | Plaats    | Discipline     | Resultaten           |
| ------------------- | --------- | -------------- | -------------------- |
| 1920 (zomerspelen)  | Antwerpen | kunstschaatsen | 8e (2.005,50 punten) |
| 1924 (winterspelen) | Chamonix  | kunstschaatsen | DNS                  |

- Bibliothèque nationale de France: cb16560402w (data)
- International Standard Name Identifier: 0000 0004 5097 7143
- Virtual International Authority File: 316737721